# Municipio de Victoria (Dakota del Norte)
El municipio de Victoria (en inglés: Victoria Township) es un municipio ubicado en el condado de McLean en el estado estadounidense de Dakota del Norte. En el año 2010 tenía una población de 36 habitantes y una densidad poblacional de 0,39 personas por km².

## Geografía
El municipio de Victoria se encuentra ubicado en las coordenadas 47°32′14″N 101°15′30″O / 47.53722, -101.25833. Según la Oficina del Censo de los Estados Unidos, el municipio tiene una superficie total de 93.11 km², de la cual 80.71 km² corresponden a tierra firme y (13.32 %) 12.4 km² es agua.

## Demografía
Según el censo de 2010, había 36 personas residiendo en el municipio de Victoria. La densidad de población era de 0,39 hab./km². De los 36 habitantes, el municipio de Victoria estaba compuesto por el 97.22 % blancos, el 0 % eran afroamericanos, el 2.78 % eran amerindios, el 0 % eran asiáticos, el 0 % eran isleños del Pacífico, el 0 % eran de otras razas y el 0 % pertenecían a dos o más razas. Del total de la población el 0 % eran hispanos o latinos de cualquier raza.